# Siegfried Lüger
Siegfried „Ata“ Lüger (* 9. März 1936; † Dezember 1992) war ein deutscher Fußballspieler.
Er verbrachte seine gesamte Karriere seit der Jugend bei Rot-Weiß Oberhausen. 1954 wechselte er von der A-Jugend in die erste Mannschaft, wo er in 12 Jahren 240 Meisterschaftsspiele absolvierte. Sein größter Erfolg war der Aufstieg 1957 in die Oberliga West, damals die oberste Spielklasse, an dem er als Stammspieler auf der Position des Außenläufers maßgeblichen Anteil hatte. Am 17. September 1961 sorgte er für ein Kuriosum im Stadion Rote Erde, indem er selbst verletzt den Torwart Helmut Traska vertrat, als dieser wegen einer Verletzung behandelt wurde. Beide konnten danach weiter spielen und Rot-Weiß Oberhausen gewann das Auswärtsspiel bei Borussia Dortmund mit 2:1. Lüger beendete 1966 seine aktive Karriere. Er war bekannt für seinen trockenen Humor. 2004 wurde er in die Jahrhundert-Elf von Rot-Weiß Oberhausen aufgenommen.